# كريستوفر أندرسون
كريستوفر أندرسون (بالسويدية: Christoffer Andersson) مواليد 22 أكتوبر 1978 في السويد، هو لاعب كرة قدم سويدي سابق كان يلعب كمدافع.

## مرحلة الشباب

### أندية لعب لها
- نادي هلسينغبورغ

## المسيرة الاحترافية

### أندية لعب لها
- نادي هلسينغبورغ
- نادي ليلستروم الرياضي
- هانوفر 96
- نادي هلسينغبورغ

## روابط خارجية
- كريستوفر أندرسون على موقع الاتحاد الأوربي (الإنجليزية)
- كريستوفر أندرسون على موقع اتحاد النرويج (النرويجية)
- كريستوفر أندرسون على موقع اتحاد السويد (السويدية)
- كريستوفر أندرسون على موقع قاعدة بيانات كرة القدم.إي يو (الإنجليزية)
- كريستوفر أندرسون على موقع ناشيونال فوتبول تيمز (الإنجليزية)
- كريستوفر أندرسون على موقع Soccerway.com (الإنجليزية)
- كريستوفر أندرسون على موقع عالم كرة القدم.نت (الإنجليزية)
- كريستوفر أندرسون على موقع AS.com (الإسبانية)